# Ennepetal
Ennepetal est une ville de Rhénanie-du-Nord-Westphalie (Allemagne), située dans l'arrondissement d'Ennepe-Ruhr, dans le district d'Arnsberg, dans le Landschaftsverband de Westphalie-Lippe.

## Histoire
| Appartenances historiques Comté de La Marck 1324-1807 Grand-duché de Berg 1807-1813 Royaume de Prusse (Province de Westphalie) 1815-1918 République de Weimar 1918-1933 Reich allemand 1933-1945 Allemagne occupée 1945-1949 Allemagne 1949-présent |